# جام در جام اروپا ۸۰–۱۹۷۹
فصل ۸۰–۱۹۷۹، از مسابقات فوتبال جام برندگان جام اروپا، با برتری ۵ بر ۴ والنسیا مقابل آرسنال در ضربات پنالتی (بعد از تساوی بدون گل در وقت معمول)، در فینال این رقابت‌ها و در ورزشگاه کینگ بودوئن به پایان رسید.

## دور مقدماتی
| تیم #۱              | در مجموع. | تیم #۲                 | دور رفت               | دور برگشت             |
| ------------------- | --------- | ---------------------- | --------------------- | --------------------- |
| باشگاه فوتبال رنجرز | 3–0       | باشگاه فوتبال لیلستروم | 1–0 (گزارش) (گزارش ۲) | 2–0 (گزارش) (گزارش ۲) |
| B1903               | 7–0       | باشگاه فوتبال آپوئل    | 6–0 (گزارش) (گزارش ۲) | 1–0 (گزارش) (گزارش ۲) |

## دور اول
| تیم #۱                     | در مجموع. | تیم #۲                         | دور رفت                | دور برگشت                         |
| -------------------------- | --------- | ------------------------------ | ---------------------- | --------------------------------- |
| باشگاه فوتبال دینامو مسکو  | w/o       | KS Vllaznia Shkodër            | –                      | –                                 |
| Sliema Wanderers           | 2–9       | باشگاه فوتبال بوآویستا         | 2–1 (گزارش) (گزارش ۲)  | 0–8 (گزارش) (گزارش ۲)             |
| باشگاه فوتبال کلیفتون‌ویل   | 0–8       | باشگاه فوتبال نانت             | 0–1 (گزارش) (گزارش ۲)  | 0–7 (گزارش) (گزارش ۲)             |
| باشگاه ورزشی یانگ بویز برن | 2–8       | Steaua București               | 2–2 (گزارش) (گزارش ۲)  | 0–6 (گزارش) (گزارش ۲)             |
| Reipas Lahti               | 0–2       | FC Aris Bonnevoie              | 0–1 (گزارش) (گزارش ۲)  | 0–1 (گزارش) (گزارش ۲)             |
| ÍA                         | 0–6       | باشگاه فوتبال بارسلونا         | 0–1 (گزارش) (گزارش ۲)  | 0–5 (گزارش) (گزارش ۲)             |
| B1903                      | 2–6       | باشگاه فوتبال والنسیا          | 2–2 (گزارش) (گزارش ۲)  | 0–4 (گزارش) (گزارش ۲)             |
| باشگاه فوتبال رنجرز        | 2–1       | باشگاه فوتبال فورتونا دوسلدورف | 2–1 (گزارش) (گزارش ۲)  | 0–0 (گزارش) (گزارش ۲)             |
| باشگاه فوتبال آرسنال       | 2–0       | Fenerbahçe SK                  | 2– 0 (گزارش) (گزارش ۲) | 0–0 (گزارش) (گزارش ۲)             |
| باشگاه فوتبال رکسهام       | 5–7       | باشگاه فوتبال ماگدبورگ ۱       | 3–2 (گزارش) (گزارش ۲)  | 2–5 (وقت اضافه) (گزارش) (گزارش ۲) |
| باشگاه فوتبال پانیونیوس    | 5–3       | باشگاه فوتبال توئنته           | 4–0 (گزارش) (گزارش ۲)  | 1–3 (گزارش) (گزارش ۲)             |
| باشگاه فوتبال گوتبورگ      | 2–1       | Waterford FC                   | 1–0 (گزارش) (گزارش ۲)  | 1–1 (گزارش) (گزارش ۲)             |
| FC Wacker Innsbruck        | 1–3       | Lokomotiva Košice              | 1–2 (گزارش) (گزارش ۲)  | 0–1 (گزارش) (گزارش ۲)             |
| Beerschot VAC              | 1–2       | باشگاه فوتبال رییکا            | 0–0 (گزارش) (گزارش ۲)  | 1–2 (گزارش) (گزارش ۲)             |
| Arka Gdynia                | 3–4       | PFC Beroe Stara Zagora         | 3–2 (گزارش) (گزارش ۲)  | 0–2 (گزارش) (گزارش ۲)             |
| باشگاه فوتبال یوونتوس      | 3–2       | باشگاه فوتبال دیوری ای‌تی‌او     | 2–0 (گزارش) (گزارش ۲)  | 1–2 (گزارش) (گزارش ۲)             |

## دور دوم
| تیم #۱                    | در مجموع.                      | تیم #۲                   | دور رفت               | دور برگشت                        |
| ------------------------- | ------------------------------ | ------------------------ | --------------------- | -------------------------------- |
| باشگاه فوتبال دینامو مسکو | 1(قانون گل زده در خانه حریف)–۱ | باشگاه فوتبال بوآویستا   | 0–0 (گزارش) (گزارش ۲) | 1–1 (گزارش) (گزارش ۲)            |
| باشگاه فوتبال نانت        | 5–3                            | Steaua București         | 3–2 (گزارش) (گزارش ۲) | 2–1 (گزارش) (گزارش ۲)            |
| FC Aris Bonnevoie         | 2–11                           | باشگاه فوتبال بارسلونا   | 1–4 (گزارش) (گزارش ۲) | 1–7 (گزارش) (گزارش ۲)            |
| باشگاه فوتبال والنسیا     | 4–2                            | باشگاه فوتبال رنجرز      | 1–1 (گزارش) (گزارش ۲) | 3–1 (گزارش) (گزارش ۲)            |
| باشگاه فوتبال آرسنال      | 4–3                            | باشگاه فوتبال ماگدبورگ ۱ | 2–1 (گزارش) (گزارش ۲) | 2–2 (گزارش) (گزارش ۲)            |
| باشگاه فوتبال پانیونیوس   | 1–2                            | باشگاه فوتبال گوتبورگ    | 1–0 (گزارش) (گزارش ۲) | 0–2 (گزارش) (گزارش ۲)            |
| Lokomotiva Košice         | 2–3                            | باشگاه فوتبال رییکا      | 2–0 (گزارش) (گزارش ۲) | 0–3 (گزارش) (گزارش ۲)            |
| PFC Beroe Stara Zagora    | 1–3                            | باشگاه فوتبال یوونتوس    | 1–0 (گزارش) (گزارش ۲) | 0–3(وقت اضافه) (گزارش) (گزارش ۲) |

## یک‌چهارم نهایی
| تیم #۱                    | در مجموع. | تیم #۲                | دور رفت               | دور برگشت             |
| ------------------------- | --------- | --------------------- | --------------------- | --------------------- |
| باشگاه فوتبال دینامو مسکو | 3–4       | باشگاه فوتبال نانت    | 0–2 (گزارش) (گزارش ۲) | 3–2 (گزارش) (گزارش ۲) |
| باشگاه فوتبال بارسلونا    | 3–5       | باشگاه فوتبال والنسیا | 0–1 (گزارش) (گزارش ۲) | 3–4 (گزارش) (گزارش ۲) |
| باشگاه فوتبال آرسنال      | 5–1       | باشگاه فوتبال گوتبورگ | 5–1 (گزارش) (گزارش ۲) | 0–0 (گزارش) (گزارش ۲) |
| باشگاه فوتبال رییکا       | 0–2       | باشگاه فوتبال یوونتوس | 0–0 (گزارش) (گزارش ۲) | 0–2 (گزارش) (گزارش ۲) |

## نیمه‌نهایی
| تیم #۱               | در مجموع. | تیم #۲                | دور رفت               | دور برگشت             |
| -------------------- | --------- | --------------------- | --------------------- | --------------------- |
| باشگاه فوتبال نانت   | 2–5       | باشگاه فوتبال والنسیا | 2–1 (گزارش) (گزارش ۲) | 0–4 (گزارش) (گزارش ۲) |
| باشگاه فوتبال آرسنال | 2–1       | باشگاه فوتبال یوونتوس | 1–1 (گزارش) (گزارش ۲) | 1–0 (گزارش) (گزارش ۲) |

## فینال
| باشگاه فوتبال والنسیا                                                 | ۰–۰ (و.ا.)    | باشگاه فوتبال آرسنال                                                                 |
| --------------------------------------------------------------------- | ------------- | ------------------------------------------------------------------------------------ |
|                                                                       | گزارش گزارش ۲ |                                                                                      |
| ضربات پنالتی                                                          |               |                                                                                      |
| ماریو کمپس · Solsona · Rodríguez · Castellanos · راینر بونهوف · Arias | ۵–۴           | لیام بردی · فرانک استپلتون · آلن ساندرلند · برایان تالبوت · جان هولینس · گراهام ریکس |